# Slovenski hladnokrvni konj
Slovenski hladnokrvni konj je slovenska avtohtona pasma konj, ki izvira iz severovzhodnega in gorenjskega dela Slovenije. V Sloveniji prepoznavamo le štiri avtohtone pasme konj; poleg slovenskega hladnokrvnega konja imajo ta status tudi bosanski planinski konj, lipicanec in posavski konj. Pasma je svoje sedanje ime dobila v letu 1964. Slovenski hladnokrvni konji so praviloma rjavci ali vranci, dovoljene so določene bele oznake, živali pa navadno dosežejo srednje velikosti.

## Izvor in razširjenost
Pasma, nastala na osnovi lokalnih hladnokrvnih konj, izvira iz severovzhodnega dela Slovenije in Gorenjske. Iz zgodovinskih zapisov je moč razbrati, da je razvoj slovenskega hladnokrvnega konja vključeval križanje številnih drugih hladnokrvnih konj (kot so denimo bohinjski, kobaridski, medžimurski, posavski, alpski konj in druge pasme), od katerih so nekateri danes že izumrli.
Pasmo, ki jo je prvotno sestavljala izvorna populacija avtohtonih hladnokrvnežev, so v obdobju vladavine Avstro-Ogrske oplemenjevali s parjenjem kobil slovenskega hladnokrvnega konj in belgijskih ter noriških žrebcev. Med svetovnima vojnama 20. stoletja so za izboljševanje pasme uporabljali tako noriške žrebce kot tudi samce francoskega percherona. Kratko obdobje so do približno leta 1980 slovenski rejci redili in semenili tudi žrebce hrvaškega hladnokrvnega konja. Za pasmo, ki je imela največji vpliv na podobo in lastnosti današnjega, modernega slovenskega hladnokrvnega konja, se šteje avstrijsko pasmo, noriškega konja ali norikerja. Trenutno populacijo slovenskega hladnokrvneža se deli na več krvnih linij, pri čemer so vse razen ene (hrvaško-belgijskega in medžimurskega porekla) povezane z noriškimi predniki.
Dandanes naj bi bila pasma razširjena po vseh regijah Slovenije, pri čemer populacija po podatkih iz leta 2020 zaobjema 3050 posameznikov, njen trend pa je stabilen. Slovenski hladnokrvni konj velja za najštevilčnejšo slovensko pasmo konj.

## Izgled
Srednje veliki hladnokrvni konj ima veliko, v profilu nekoliko konveksno glavo in dobro oblikovan, dolg vrat. Njegovo široko, globoko in robustno telo je dolgo in dobro povezano, z nizkim in razklanim križem. Čvrste noge imajo dobro oblikovane sklepe. Povprečna teža znaša 550–650 kilogramov, pri čemer nekatere težje živali presežejo težo ene tone. Žrebci so nekoliko večji in višji od kobil, v povprečju dosežejo okoli 155 centimetrov višine, medtem ko je povprečna višina samic okrog 150 centimetrov. Dovoljene so vse mogoče barve z izjemo lisaste. Večji delež slovenskih hladnokrvnežev je rjavcev ali vrancev; bele obrazne oznake (kot so razne dolge in široke ali majhne lise) so razmeroma pogoste.

## Uporaba
Slovenske hladnokrvne konje se še danes v največji meri uporablja za proizvodnjo konjskega mesa, pri čemer se velikokrat za zakol pri nizki starosti goji klavna žrebeta. Kobile se pogosto redi za pridobivanje mleka in proizvodnjo mlečnih izdelkov. Ker gre pri slovenskem hladnokrvnežu za hladnokrvno pasmo, se nekatere živali še danes uporablja kot tipične delovne konje, ki pomagajo kmetom na kmetijah, delajo z gozdarji, vlečejo kočije ali opravljajo druge naloge, kjer je nujna fizična moč delovnih živali. Redkeje se konje te pasme sedla in poslužuje kot jezdne konje.